# East Langdon
East Langdon är en by i civil parish Langdon, i distriktet Dover, i grevskapet Kent, i England. Byn är belägen 5 km från Dover. East Langdon var en civil parish fram till 1963 när blev den en del av Langdon. Civil parish hade 305 invånare år 1961.